# 马里诺·维尼亚
马里诺·维尼亚（義大利語：Marino Vigna，1938年11月6日—），意大利男子自行车运动员。他曾代表意大利参加1960年夏季奥林匹克运动会自行车比赛，获得男子团体追逐赛金牌。